# Yukihiro Doi
Yukihiro Doi (土井雪広, Doi Yukihiro; Osaka, 18 september 1983) is een Japans voormalig wielrenner zijn carrière afrondde bij Matrix Powertag.

## Carrière
Doi won tweemaal het bergklassement van de Ronde van Hokkaido, in 2006 en 2007. Daarnaast werd hij tweede in de Ronde van Siam van 2007 en eindigde hij bij de beste tien in de eindklassementen van de rondes van Japan, Kumano en Hokkaido.
Doi eindigde zevenmaal in de top twintig van de Japan Cup. In 2012 werd hij nationaal kampioen op de weg.

## Belangrijkste overwinningen
2006
Bergklassement Ronde van Hokkaido
2007
Bergklassement Ronde van Hokkaido
2012
 Japans kampioen op de weg, Elite

## Resultaten in voornaamste wedstrijden
| Jaar | Ronde van Italië | Ronde van Frankrijk | Ronde van Spanje |
| ---- | ---------------- | ------------------- | ---------------- |
| 2005 |                  |                     |                  |
| 2006 |                  |                     |                  |
| 2007 |                  |                     |                  |
| 2008 |                  |                     |                  |
| 2009 |                  |                     |                  |
| 2010 |                  |                     |                  |
| 2011 |                  |                     | 150e             |
| 2012 |                  |                     | 139e             |

| Jaar | Ronde van Vlaanderen | Amstel Gold Race | Luik-Bast.‑Luik |  | WK op de weg |
| ---- | -------------------- | ---------------- | --------------- |  | ------------ |
| 2005 |                      | opgave           |                 |  |              |
| 2006 | opgave               |                  |                 |  |              |
| 2007 |                      | opgave           |                 |  |              |
| 2008 |                      | 110e             | opgave          |  |              |
| 2009 |                      |                  | opgave          |  |              |
| 2010 |                      |                  |                 |  | 72e          |
| 2011 |                      |                  |                 |  |              |
| 2012 |                      | 140e             | opgave          |  | opgave       |

## Ploegen
- 2004 –  Shimano Racing
- 2005 –  Shimano-Memory Corp
- 2006 –  Skil-Shimano
- 2007 –  Skil-Shimano
- 2008 –  Skil-Shimano
- 2009 –  Skil-Shimano
- 2010 –  Skil-Shimano
- 2011 –  Skil-Shimano
- 2012 –  Team Argos-Shimano [a]
- 2013 –  Team Ukyo
- 2014 –  Team Ukyo
- 2015 –  Team Ukyo
- 2016 –  Matrix Powertag
- 2017 –  Matrix Powertag
- 2018 –  Matrix Powertag

1. ↑  Tot 30 maart heette de ploeg Project 1t4i, maar na het bekendmaken van de nieuwe sponsors werd de naam veranderd.

Wielerploegen van Yukihiro Doi
Abe ·
Bos ·
ten Dam ·
Doi ·
Hirose ·
Kano ·
van Katwijk ·
Kemna ·
Nodera ·
Ouchi ·
Reinerink ·
Schumacher ·
Shinagawa ·
Smink ·
Tsuji ·
van der Wal ·
Yamamoto
Abe ·
Doi ·
Fang ·
Goesinnen ·
Hirose ·
van Hummel ·
Jin ·
Kano ·
Langeveld ·
Martens ·
Meschenmoser ·
Nodera ·
Ouchi ·
Reinerink ·
Rooijakkers ·
Shinagawa ·
Tjallingii ·
Tsuji ·
Vierhouten · 
Wallaard ·
Weissinger · 
Yamamoto · 

Deroo (stagiair) 
Abe ·
Bacquet ·
den Bakker ·
Deroo ·
Doi ·
Fang ·
Goesinnen ·
Hirose ·
van Hummel ·
Ji · 
Jin ·
Kano ·
Lhotellerie ·
Martens ·
Meschenmoser ·
Müller · 
Nodera ·
Ouchi ·
Rooijakkers ·
Shinagawa ·
Timmer ·
Tjallingii ·
Tsuji ·
Vierhouten · 
Yamamoto · 
Hupond (stagiair) 
Abe ·
Bacquet ·
den Bakker ·
Beppu ·
Curvers ·
Deroo ·
Doi ·
Goesinnen ·
Hatanaka ·
Hirose ·
Houanard ·
van Hummel ·
Hupond ·
Iino ·
Ji · 
Jin ·
Kano ·
Lhotellerie ·
Nodera ·
Rooijakkers ·
Siedler ·
Suzuki ·
Timmer ·
Veelers · 
Wagner ·
Chaigneau (stagiair) · 
De Backer (stagiair) 
Beppu ·
Curvers ·
De Backer ·
Deroo ·
Docker ·
Doi ·
Eltink ·
Feng ·
Geschke ·
Goesinnen ·
Hivert ·
Houanard ·
van Hummel ·
Hupond ·
Ji · 
Jin ·
de Kort ·
Lemoine ·
Rooijakkers ·
Timmer ·
Veelers · 
Wagner ·
Antomarchi (stagiair) · 

de Jonge (stagiair) · 
Vissers (stagiair) 
Chaigneau ·
Cornu ·
Curvers ·
De Backer ·
Deroo ·
Docker ·
Doi ·
Feng ·
Geniez ·
Geschke ·
Goesinnen ·
Houanard ·
Huguet ·
van Hummel ·
Hupond ·
Ji · 
Jin ·
de Kort ·
Rooijakkers ·
Timmer ·
Veelers · 
Vissers · 
Wagner ·
Wilmann ·
Damuseau (stagiair) ·
van Zandbeek (stagiair)
Bonnin ·
Chaigneau ·
Curvers ·
Damuseau ·
De Backer ·
Docker ·
Doi ·
Feng ·
Fröhlinger ·
Geniez ·
Geschke ·
Huguet ·
van Hummel ·
Hupond ·
Ji · 
Kittel ·
Kluge ·
de Kort ·
Reimer ·
Sprick ·
Timmer ·
Veelers · 
van Zandbeek · 

Ludvigsson (stagiair) ·
Oostlander (stagiair) · 
Ries (stagiair)
Bonnin ·
Curvers ·
Damuseau ·
De Backer ·
Degenkolb ·
Doi ·
Dumoulin ·
Feng ·
Fröhlinger ·
Geniez ·
Geschke ·
Gretsch ·
Huguet ·
Hupond ·
Ji · 
Kittel ·
Klemme ·
Kluge ·
de Kort ·
Ludvigsson ·
Sinkeldam ·
Sprick ·
Stamsnijder ·
Timmer · 

Veelers · 
van Zandbeek ·
Ahlstrand (stagiair) ·
Barguil (stagiair) · 
Boswell (stagiair) 
Doi · Fernández · Hashimoto · Manabe · Mase · Mukaigawa · Nagara · Sano · Takubo · Toribio · Yasuhara
- CiNii: DA17982463
- Bibliotheek van het Japanse parlement: 001170293
- Virtual International Authority File: 309564161